# Cota austriaca
La camomilla austriaca (nome scientifico  Cota austriaca  (Jacq.) Sch.Bip., 1854) è una specie di pianta angiosperma dicotiledone della famiglia delle Asteraceae (sottofamiglia Asteroideae, tribù Anthemideae (Eurasian grade) e sottotribù Anthemidinae).

## Etimologia
Il nome del genere (Cota) deriva probabilmente da un nome generico pre-linneiano usato come epiteto per la specie Anthemis cota ("cota" = tazza). L'epiteto specifico (austriaca) indica l'areale della probabile origine della specie o dei primi ritrovamenti.
Il nome scientifico della specie è stato definito dai botanici Nicolaus Joseph von Jacquin (1727-1817) e Carl Heinrich Schultz (1805-1867) nella pubblicazione " Oesterreichisches Botanisches Wochenblatt. Gemeinnütziges Organ für Botanik. Vienna" ( Oesterr. Bot. Wochenbl. 4: 155) del 1854.

## Descrizione

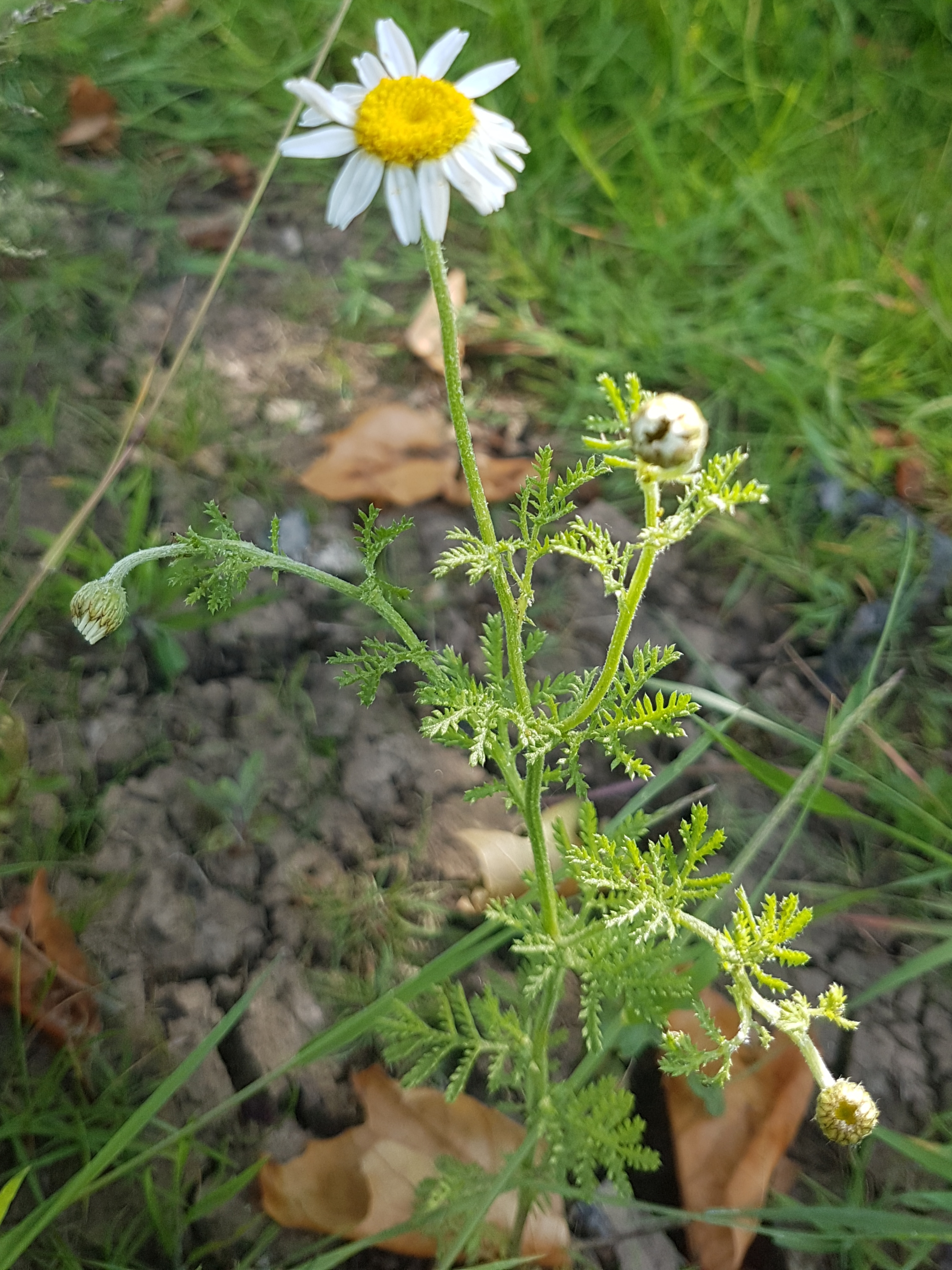
Il portamento

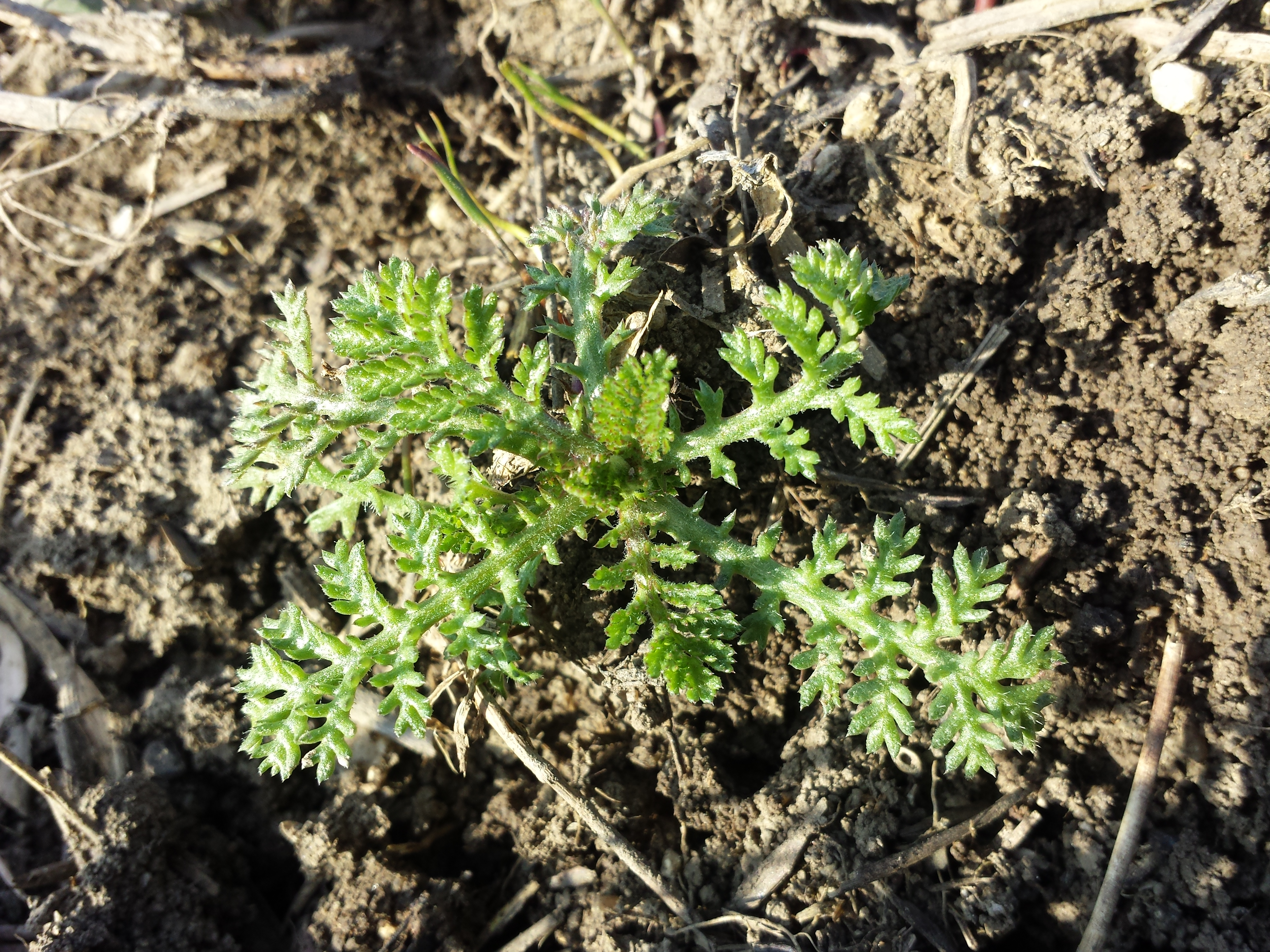
Le foglie

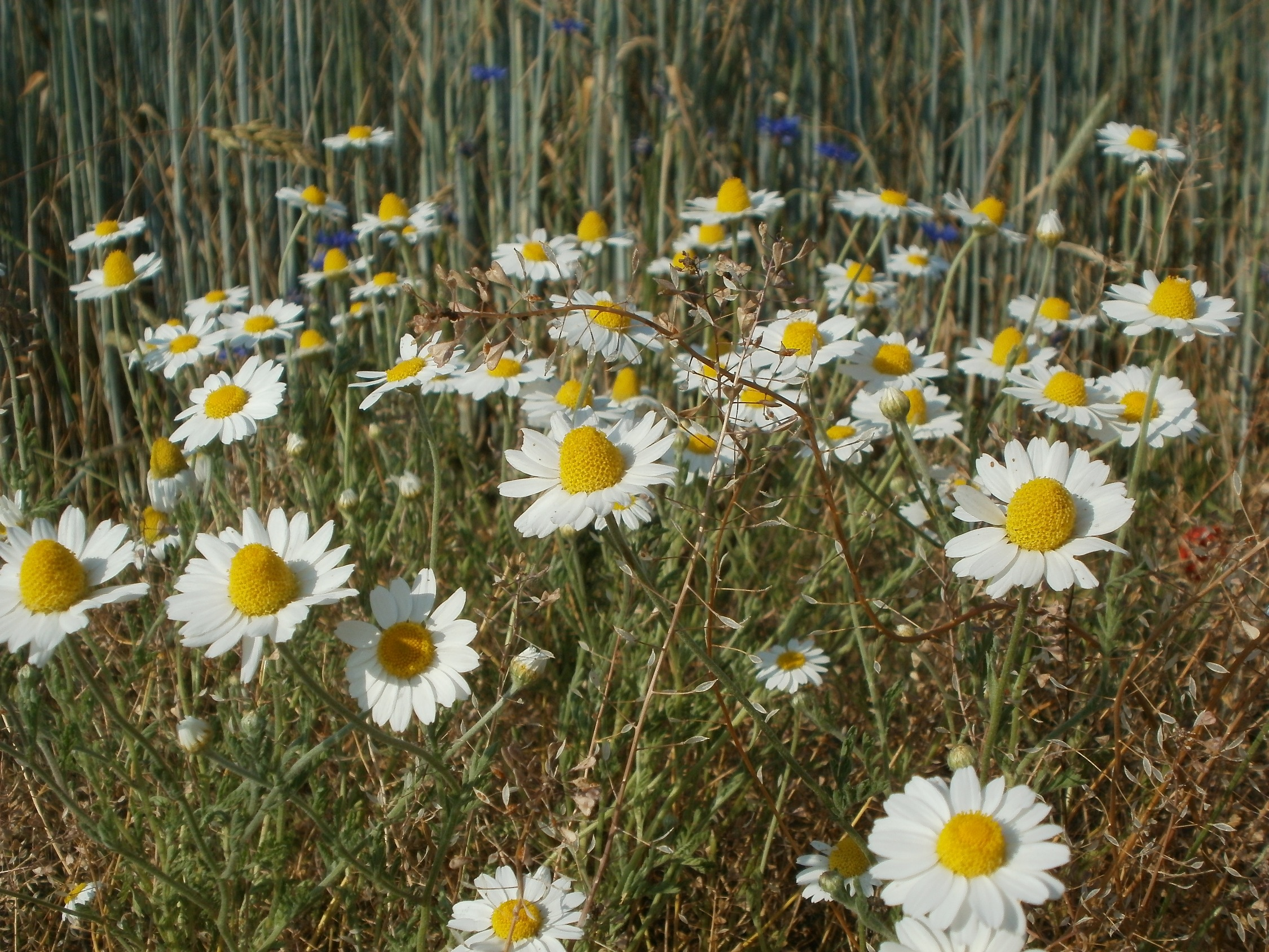
Infiorescenza

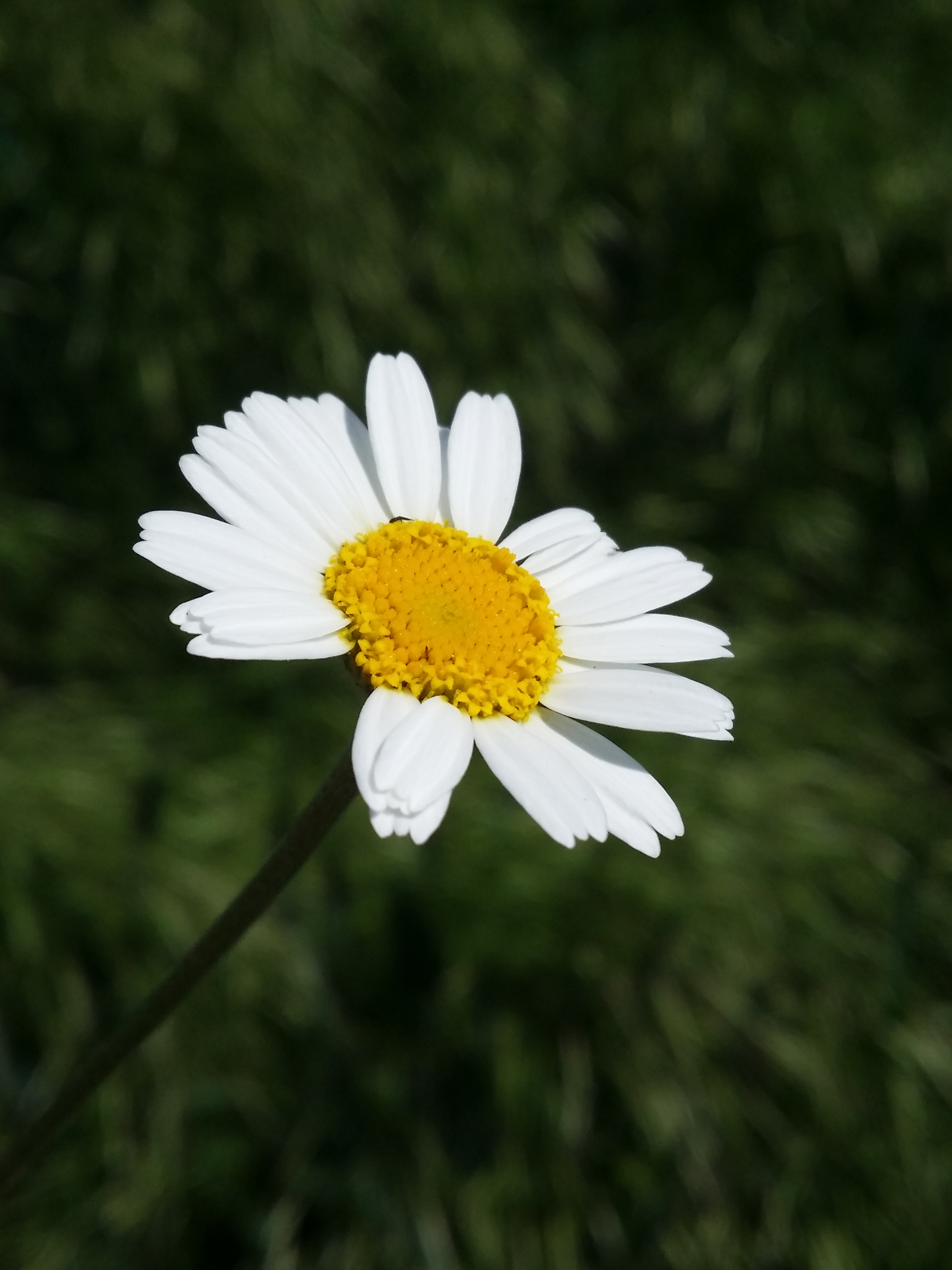
I fiori

Portamento. La specie di questa voce ha un habitus erbaceo. La forma biologica è terofita scaposa (T scap), ossia in generale sono piante erbacee che differiscono dalle altre forme biologiche poiché, essendo annuali, superano la stagione avversa sotto forma di seme e sono munite di asse fiorale eretto e spesso privo di foglie. L'indumento è formato da peli basifissi (raramente basifissi). Sono specie rizomatose e/o stolonifere; non particolarmente aromatiche.
Fusto. La parte aerea in genere è eretta, semplice o ramosa. Altezza massima: 1 - 6 dm.
Foglie. Le foglie lungo il fusto sono disposte in modo alterno, picciolate o sessili. La lamina con forme obovate, oblanceolate o spatolate è di tipo 2-3-pennatosetta; la superficie è tomentosa La forma dei segmenti di primo ordine è strettamente ellittica con un contorno oblanceolato dentato o pennato. Dimensione delle foglie: 2 – 6 cm.
Infiorescenza. Le sinflorescenze comprendono sia capolini solitari che raggruppati in corimbi più o meno densi. Le infiorescenze vere e proprie sono composte da un capolino terminale di tipo radiato. La struttura dei capolini è quella tipica delle Asteraceae: un peduncolo sorregge un involucro, con forme emisferiche, obconiche o ubonate, composto da diverse brattee, al cui interno un ricettacolo fa da base ai fiori di due tipi: fiori del raggio (possono mancare) e fiori del disco. I peduncoli sono snelli. Le brattee, piatte, ampie e a consistenza spesso cartilaginea (scariose scure o ialine sui margini), sono disposte in modo più o meno embricato su più serie (da 3 a 5). Il ricettacolo, emisferico, è provvisto di pagliette, con forme strettamente spatolate, avvolgenti la base dei fiori. All'apice le pagliette sono tronche e con un lungo mucrone apicale. Diametro dei capolini: 1,5  – 3 cm.
Fiori.  I fiori sono tetra-ciclici (formati cioè da 4 verticilli: calice – corolla – androceo – gineceo) e pentameri (calice e corolla formati da 5 elementi). Si distinguono in:
- fiori del raggio (esterni): sono femminili, fertili e disposti su una sola serie; la forma è ligulata (zigomorfa); a volte possono mancare o essere sterili o neutri;
- fiori del disco (centrali): sono più numerosi con forme brevemente tubulose (attinomorfe); sono ermafroditi fertili.

- Formula fiorale:

*/x K {\displaystyle \infty }, [C (5), A (5)], G 2 (infero), achenio
- Calice: i sepali del calice sono ridotti ad una coroncina di squame.
- Corolla:

- fiori del raggio: la forma della corolla alla base è più o meno tubulosa-imbutiforme (a volte pelosa), mentre all'apice è ligulata; la ligula può terminare con alcuni denti; il colore è bianco; dimensione delle ligule: 3 - 4 x 15 - 18 mm;
- fiori del disco: la forma è tubulare bruscamente divaricata in 5 lobi; i lobi, patenti o eretti, hanno una forma deltata o più o meno lanceolata; il colore può essere giallo o raramente biancastro o rossastro.

- Androceo: l'androceo è formato da 5 stami (alternati ai lobi della corolla) sorretti da filamenti generalmente liberi; gli stami sono connati e formano un manicotto circondante lo stilo. Le antere possono essere sia di tipo basifisso che mediofisso. Il tessuto dell'endotecio non è polarizzato. Il polline è sferico con un diametro medio di circa 25 micron;  è tricolporato (con tre aperture sia di tipo a fessura che tipo isodiametrica o poro) ed è echinato (con punte sporgenti).
- Gineceo: l'ovario è infero uniloculare formato da 2 carpelli. Lo stilo (il recettore del polline) è profondamente bifido (con due stigmi divergenti) e con le linee stigmatiche marginali separate o contigue. I due bracci dello stilo hanno una forma troncata e possono essere papillosi o ricoperti da ciuffi di peli.
- Antesi: giugno - agosto.

Frutti.  I frutti sono degli acheni con pappo (a volte il pappo può mancare). La forma degli acheni è più o meno ob-conica, dorsoventralmente piatta, più o meno bi-alati con 3 - 5 strie su ogni faccia. Il pappo di solito è formato da una piccola coppa di squame (auricolate) oppure è assente. Il pericarpo, piuttosto spesso, può contenere delle cellule mucillaginifere, mentre le sacche di resina sono generalmente assenti.

## Biologia
Impollinazione: tramite insetti (impollinazione entomogama tramite farfalle diurne e notturne).

Riproduzione: la fecondazione avviene fondamentalmente tramite l'impollinazione dei fiori.

Dispersione: i semi cadono a terra e vengono dispersi soprattutto da insetti come formiche (disseminazione mirmecoria). Un altro tipo di dispersione è zoocoria: gli uncini delle brattee dell'involucro (se presenti) si agganciano ai peli degli animali di passaggio che portano così i semi anche su lunghe distanze. Inoltre per merito del pappo (se presente) il vento può trasportare i semi anche per alcuni chilometri (disseminazione anemocora).

## Distribuzione e habitat

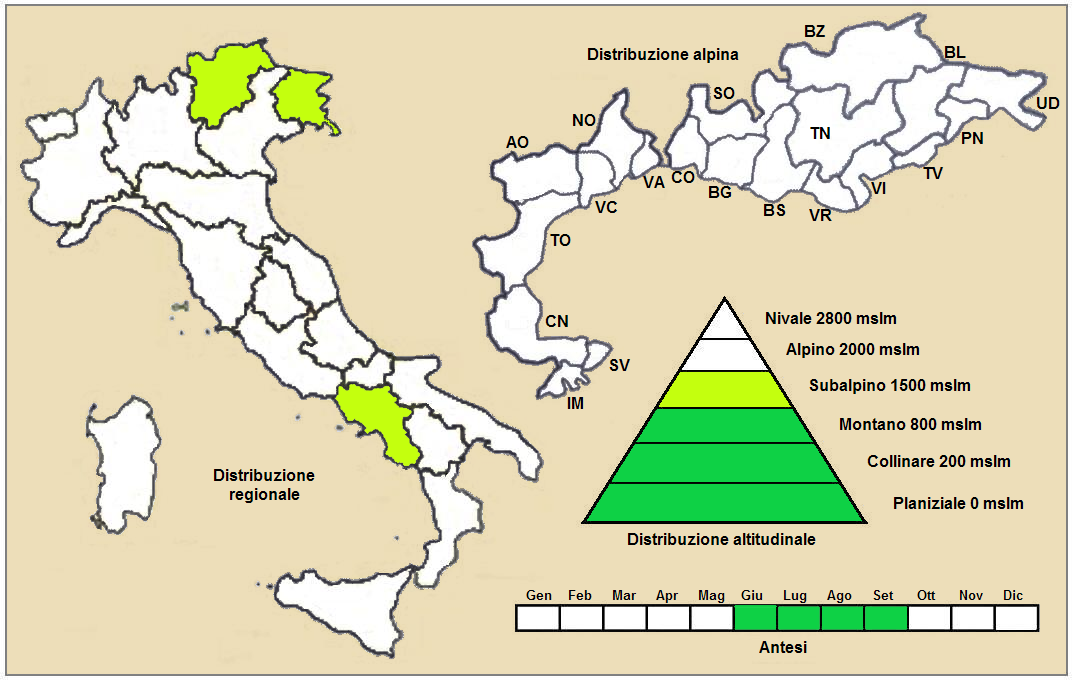
Distribuzione della pianta (Distribuzione regionale – Distribuzione alpina)

Geoelemento: il tipo corologico (area di origine) è Sud Europeo - Pontico.
Distribuzione: in Italia questa specie si trova, raramente, nel Nord - Est. Fuori dall'Italia, sempre nelle Alpi, questa specie si trova in Austria. Sugli altri rilievi collegati alle Alpi è presente nei Monti Balcani e Carpazi. Altrove si trova in Europa centro-orientale fino all'Asia caucasica e in Africa (Tunisia).
Habitat: l'habitat tipico per queste piante sono i ruderi, gli incolti e le aree lungo le ferrovie. Il substrato preferito è calcareo con pH basico, medi valori nutrizionali del terreno che deve essere secco.
Distribuzione altitudinale: sui rilievi alpini, in Italia, queste piante si possono trovare fino a 1800 m s.l.m.; nelle Alpi frequentano quindi i seguenti piani vegetazionali: collinare, montano e in parte quello subalpino (oltre a quello planiziale).

## Fitosociologia
Dal punto di vista fitosociologico alpino la specie di questa voce appartiene alla seguente comunità vegetale:
Formazione: comunità terofiche pioniere nitrofile
Classe: Stellarietea mediae

## Sistematica
La famiglia di appartenenza di questa voce (Asteraceae o Compositae, nomen conservandum) probabilmente originaria del Sud America, è la più numerosa del mondo vegetale, comprende oltre 23.000 specie distribuite su 1.535 generi, oppure 22.750 specie e 1.530 generi secondo altre fonti (una delle checklist più aggiornata elenca fino a 1.679 generi). La famiglia attualmente (2021) è divisa in 16 sottofamiglie; la sottofamiglia Asteroideae è una di queste e rappresenta l'evoluzione più recente di tutta la famiglia.

### Filogenesi
Il gruppo di questa voce è descritto nella tribù Anthemideae, una delle 21 tribù della sottofamiglia Asteroideae). In base alle ultime ricerche nella tribù sono stati individuati (provvisoriamente) 4 principali lignaggi (o cladi): "Southern hemisphere grade", "Asian-southern African grade", "Eurasian grade" e "Mediterranean clade". Il genere  Cota  (insieme alla sottotribù Anthemidinae) è incluso nel clade Eurasian grade. Nella struttura interna della sottotribù si individuano due cladi. Il genere di questa voce fa parte del clade comprendente i generi Anthemis, Nananthea e Tripleurospermum.
Nella "Flora d'Italia" di Sandro Pignatti le specie italiane di "Cota" sono divise in due gruppi: specie con ciclo biologico annuo e specie con ciclo biologico bienne o perenne. La specie di questa voce appartiene al gruppo annuo.
I caratteri distintivi della specie  Cota austriaca sono:
- la forma dei segmenti di primo ordine, delle foglie, è strettamente ellittica con un contorno oblanceolato;
- i peduncoli dell'infiorescenza non s'ingrossano;
- le pagliette del ricettacolo sono tronche e con un lungo mucrone apicale.

Il numero cromosomico delle specie di questa voce è: 2n = 18.

### Sinonimi
Sono elencati alcuni sinonimi per questa entità:
- Anacyclus austriacus (Jacq.) Samp.
- Anthemis austriaca  Jacq.
- Anthemis austriaca f. incrassata  Thin
- Anthemis austriaca f. latiloba  Thin
- Anthemis cota  Savi ex DC.
- Anthemis cotaeformis  Velen.
- Anthemis dentata  Moench
- Anthemis hungarica  Hornem.
- Anthemis hyrcana  Sosn. ex Grossh.
- Anthemis nigrescens  Vest
- Anthemis pyrenaica  Sch.Bip.
- Anthemis ruthenica  Sch.Bip. ex Schur
- Anthemis triumfetti subsp. pyrenaica  (Sch.Bip.) Nyman
- Anthemis zangelana  Sosn. ex Grossh.
- Chamaemelum austriacum  J.Presl & C.Presl
- Matricaria nigrescens  Baill.